# Rincah
Rincah, també coneguda com a Rinca, és una petita illa a prop de l'illa de Komodo, Illes Petites de la Sonda Oriental (Indonèsia). L'illa és coneguda pels dragons de Komodo, els llangardaixos més grans del món, que arriben a mesurar més de 3 metres. També hi habiten altres espècies com els senglars, búfals i molts ocells. Es pot arribar a l'illa amb una petita barca de Labuan Bajo a la costa oest de Flores.
Com que és l'illa menys coneguda (i menys visitada), és un lloc ideal per a veure els dragons de Komodo en el seu ambient natural, amb poca gent molestant-los.
La superfície de l'illa és de 198 km².